# Халид ибн Аль-Валид Аль Сауд
Хали́д ибн Аль-Вали́д Аль Сау́д (араб. خالد بن الوليد آل سعود‎; род. 21 апреля 1978) — саудовский принц, предприниматель и инвестор.

## Биография

### Происхождение и образование
Принц Халид ибн Аль-Валид родился 21 апреля 1978 года в семье Аль-Валида ибн Талаля Аль Сауда и его супруги, принцессы Даляль бинт Сауд Аль Сауд, одной из дочерей короля Сауда ибн Абдул-Азиза. У него есть младшая родная сестра, принцесса Рим (род. 1983).
В 1997 году принц закончил Университет Нью-Хейвена в области бизнеса.

### Предпринимательская деятельность
В 2000 году поступил на работу в Citigroup, где проработал в качества юриста, а затем работал под руководством отца в компании Kingdom Holdings.
В 2013 году принц Халид основал крупную компанию KBW Investments, которая занимается несколькими видами деятельности, включая добычей полезных ископаемых и машиностроением.
В 2014 году принц основал фонд KBW Ventures, который занимается развитием технологий на Ближнем Востоке. Помимо этого принц Халид является инвестором нескольких компаний, среди которых сайт технологических новостей TechnoBuffalo, инвестиционная компания ESG Eat Well Investment Group (EWGFF) и итальянская компания по производству строительных кранов Raimondi.

## Убеждения
По собственному признанию принц Халид является вегетарианцем и противником жестокого обращения с животными, а также сторонником новых технологий, включая замену уличных фонарей на светоизлучающие диоды, что позволит сэкономить электроэнергию.